# Stefan Gollmitzer
Stefan Gollmitzer (alias Todd Schlesinger; * 6. September 1977 in Krumbach/Schwaben) ist ein deutscher Schlagzeuger und Schlagzeuglehrer.

## Leben
Stefan Gollmitzer studierte zwischen 1996 und 2001 am Richard-Strauss-Konservatorium in München bei Werner Schmitt und Arnold F. Riedhammer Jazzschlagzeug und Klassik.
Seit 1997 arbeitet er als Berufsmusiker und gibt Unterricht. Gollmitzer arbeitete mit Haddaway und der Spider Murphy Gang.
Es folgten Tourneen mit Andy Borg und Inka Bause. Stefan Gollmitzer ist neben zahlreichen Bandprojekten fester Schlagzeuger bei Schlagerstar Michael Holm. Außerdem spielt er seit 2007 regelmäßig am Staatstheater am Gärtnerplatz München.
Seit 2020 ist er mit der Moderatorin Jolyne Gollmitzer verheiratet.

## Bands
- Michael Holm Band
- The Vibrations – Ralf Gollmitzer
- San2 & His Soul Patrol

## Projekte
- „The Black Rider“ von Tom Waits
- Mick Brown (Michael Braun/Haindling)
- Haddaway (2005)
- Spider Murphy Gang
- Jonathan Kalb (Steve Miller Band) Tournee 2003
- Peter Kraus
- Nicole
- Andy Borg-Tournee 2005

## Film
- Solo ohne Ende, Kurzfilm, Produzenten Wiedemann & Berg